# پل بانگ-هانسن
پل بانگ-هانسن (نروژی: Pål Bang-Hansen؛ ‏ ۲۹ ژوئیهٔ ۱۹۳۷ – ۲۵ مارس ۲۰۱۰) کارگردان فیلم، روزنامه‌نگار، بازیگر، فیلم‌نامه‌نویس و نویسنده اهل نروژ بود.
وی همچنین برندهٔ جوایزی همچون جایزه آماندا شده‌است.